# Cappella Reale (Monza)
La Cappella Reale di Monza è una chiesa tonda a croce greca, inserita in un perimetro esterno di forma quadrata, e dedicata all'Immacolata. 
Giuseppe Piermarini, suo architetto, dispose la collocazione della cappella all’esterno della Villa Reale di Monza, nel punto di snodo tra l’ala sinistra del corpo centrale e lo sviluppo delle ali basse verso settentrione.

## Storia

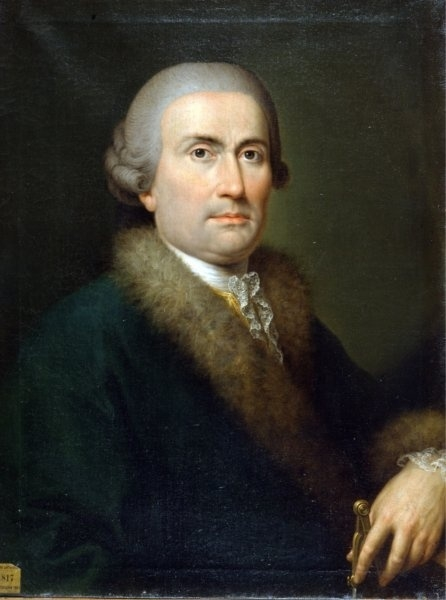
Giuseppe Piermarini, l'architetto della Villa, ritratto realizzato da Martin Knoller nella seconda metà del '700, esposto al Museo teatrale alla Scala di Milano

La Cappella Reale è sorta su progetto del Piermarini insieme alla Villa Reale di Monza nel 1777. 
Il granduca Ferdinando d'Asburgo-Este, quattordicesimo figlio dell'imperatrice Maria Teresa d'Austria e viceré del Regno Lombardo-Veneto, aveva chiesto alla madre una residenza di campagna, dove poter soddisfare la sua passione per la botanica. La residenza doveva essere al tempo stesso un luogo di rappresentanza. 
Fu così che con regio decreto del 17 aprile 1777 furono stanziati settantamila zecchini per l'acquisto di un terreno a Monza per la costruzione della Villa Reale e dépendance.

## Descrizione

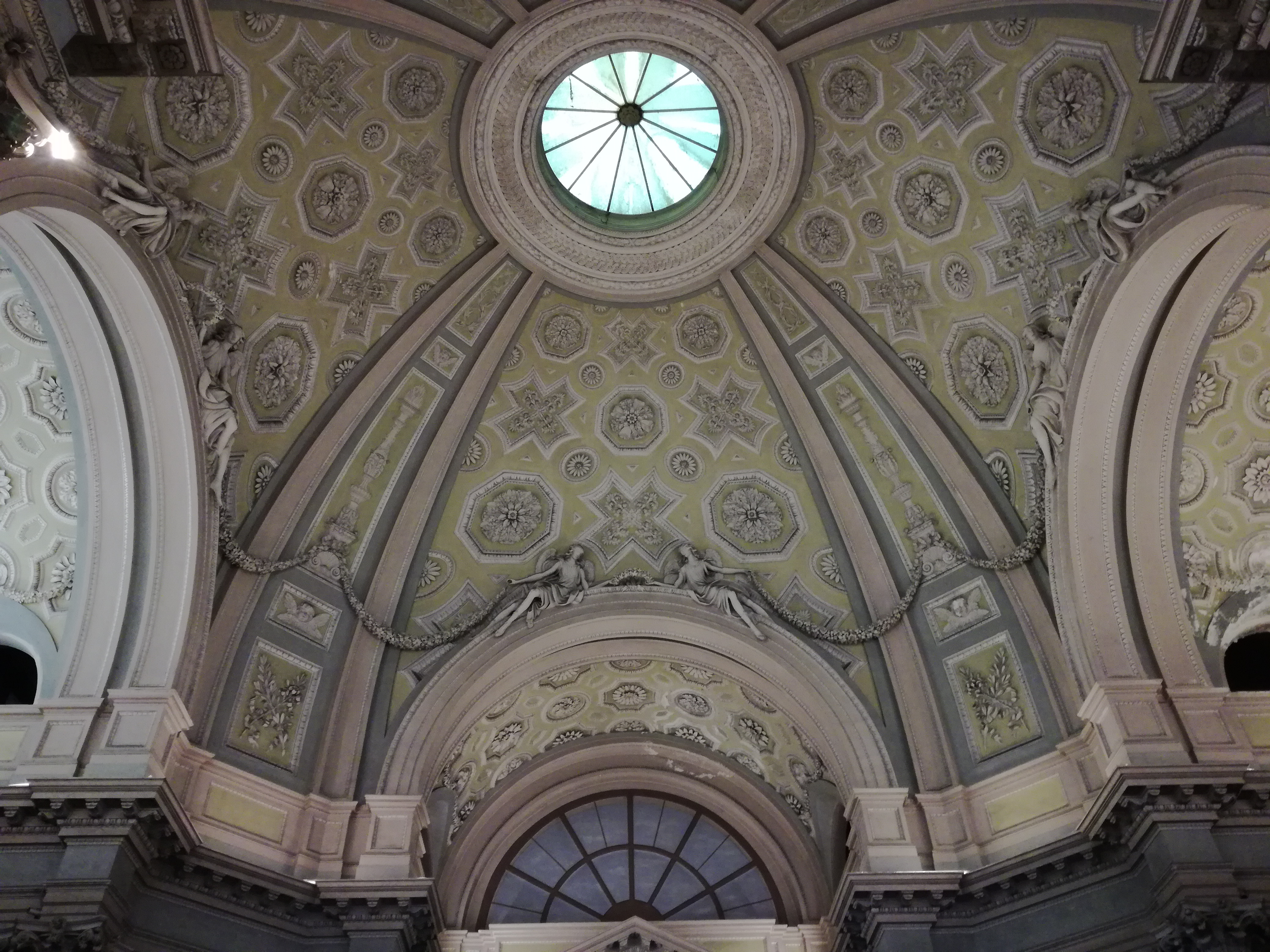
Il soffitto della Cappella

La cappella reale è posta simmetricamente al gemello edificio della Cavallerizza ai lati della Corte d'Onore del palazzo. La pianta è a croce greca iscritta nel quadrato del perimetro esterno, la volta a vela è sostenuta da quattro costolature che convergono all'oculo centrale. 
Il soffitto è decorato a lacunari e statue a stucco di angeli, opera di Giocondo Albertolli su disegno del Piermarini. Tutt'intorno sono semicolonne e lesene con eleganti capitelli corinzi.
L'architetto ha disposto ai quattro angoli del tempio i vani necessari alla sua funzionalità: la sacrestia, le tribune per la famiglia imperiale, le scale di accesso alla tribuna dell'organo liturgico (costruito nel 1825 dai fratelli Serassi di Bergamo).
Nelle quattro nicchie angolari sono collocate le statue di sant'Enrico di Germania, san Ferdinando di Castiglia, san Francesco Saverio e san Francesco d'Assisi.

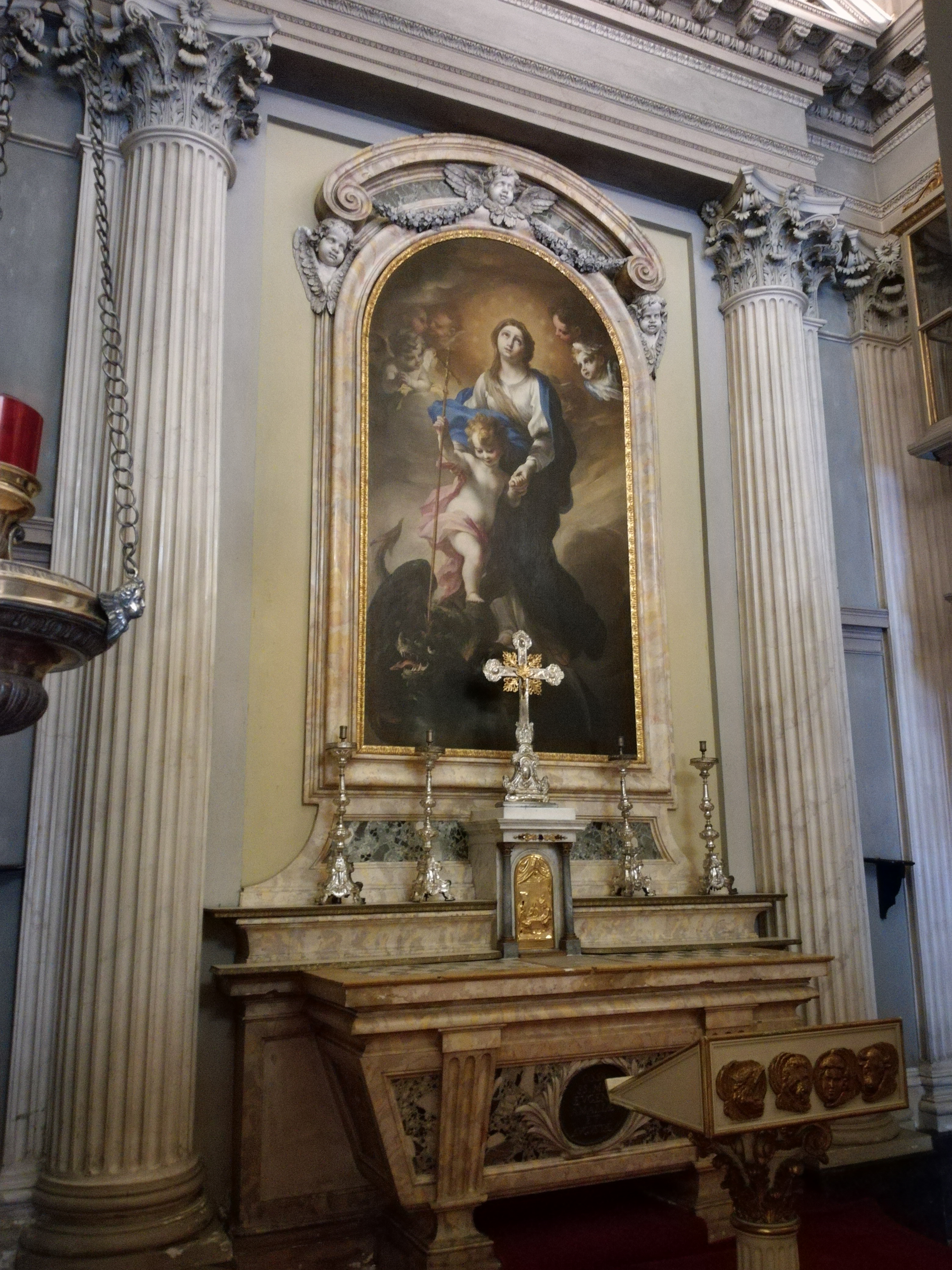
L'altare maggiore. Si noti il dipinto dellImmacolata del Legnanino

L'altare maggiore è a forma di urna e contiene, come ricordato dall'iscrizione, le reliquie dei martiri Eugenio, Amalia ed Augusta. Sull'altare il dipinto dell'Immacolata del Legnanino. Ai due altari laterali una Crocefissione con i santi Bernardo e Benedetto di Filippo Abbiati e una Salita al Calvario di ignota paternità, forse attribuibile a Giovanni Maria Arduino. Si conserva una Natività, scolpita con marmi policromi da Aldo Buttini.
Nella cappella è presente un organo nascosto la cui cassa fu ideata dall'architetto Giacomo Tazzini nel 1825.
La Cappella è tuttora dotata di suppellettili e di paramenti pregiati: camici ornati con pizzi di Bruges, di Valenciennes e di Venezia, piviali e pianete riccamente ricamate.
L'altare maggiore veniva addobbato nelle grandi occasioni con un paliotto ricamato dalla regina Maria Adelaide di Savoia e con un tappeto a fiori, opera dei Duchi e Duchesse d'Asburgo.